# John Hayes (Rugbyspieler, 1973)
John James Hayes (* 2. November 1973 in Cappamore, County Limerick) ist ein ehemaliger irischer Rugby-Union-Spieler, der auf der Position des Pfeilers spielt. Er ist für die Region Munster und die irische Nationalmannschaft aktiv.

## Leben und Karriere
John Hayes begann erst im Alter von 18 Jahren mit dem Rugby. Er spielte zunächst als Flügelstürmer für den Club Bruff RFC und verbrachte einige Monate in Neuseeland, wo er sich als Pfeiler etablierte. 
Hayes gab im Jahr 2000 gegen Schottland sein Debüt für Irland. Er wurde bei den Weltmeisterschaften 2003 sowie beim Gewinn der Triple Crown bei den Six Nations 2004 in allen Spielen eingesetzt. Später in dieser Saison nominierte man ihn für die Neuseeland-Tour der British and Irish Lions, wobei er zu einem Einsatz im Auftaktspiel gegen Argentinien kam.
Mit der irischen Provinz Munster hat Hayes zwei Mal, 2006 und 2008, den Heineken Cup gewonnen. Er brach im Jahr 2006 den Rekord für Länderspiele eines irischen Pfeilers, als er bei den Six Nations zu seinem 60. Länderspieleinsatz kam. Er gehört weiterhin zur Stammformation Irlands. So spielte er in allen Spielen bei den Weltmeisterschaften 2007 und den Six Nations 2008. 
Bei den Six Nations 2009 erreichten die Iren nach 1948 den zweiten Grand Slam, Hayes kam dabei in allen Spielen zum Einsatz. Er wurde nach der Verletzung von Euan Murray in den Kader der British and Irish Lions für deren Tour nach Südafrika berufen. Er wurde im letzten Spiel der Serie gegen Südafrika eingewechselt.